# 世傑班
世傑班（せいけつはん、1319年 - ?）は、モンゴル帝国に仕えたウイグル人の一人。ウカアト・カアン（順帝トゴン・テムル）の側近の一人であったことで知られる。
『元史』に列伝はないが楊瑀の『山居新話』でその事蹟について多く言及されており、『山居新話』に基づいて『新元史』巻136列伝33で立伝されている。

## 概要
世傑班の祖先は天山ウイグル王国に仕えていたカラ・イカチ・ブイルクで、「北庭文定王」の称号を持ちウカアト・カアン（順帝トゴン・テムル）の側近であったサルバンの息子にあたる。後述するように「1333年時点で15歳であった」との記録から、延祐6年（1319年）の生まれと推定される。サルバンはウカアト・カアンと非常に親密な関係にあった近臣であり、世傑班もウカアト・カアンの治世の初めには尚輦奉御の地位にあった。
元統元年（1333年）、ウカアト・カアンが「洪禧」と刻まれた小璽を作成した時には、金函青嚢に入れた上で世傑班がこれを掌るよう命じられた。世傑班はこれを首にかけた上で袖の中にしまい込み、その位置は母親でさえ知らなかったという。また世傑班は親友に内廷の事を聞かれても全く別の事を答えるなど15歳の若さにして慎重な人柄で、楊瑀は漢代の孔光に擬えている。なお「洪禧」の小璽について、『山居新話』にはもともと文宗の治世に奎章閣が開かれた時、「天暦之宝」と「奎章閣宝」と虞集が篆刻した印が作られていたが、ウカアト・カアンの治世になって改めて「明仁殿宝」と「洪禧」と楊瑀が篆刻した小璽が作られた、との記録がある。
後至元6年（1340年）、欠員の出た中書右丞の後任を巡る議論が行われたが、近侍の世傑班が推薦したことにより、枢密同知のタシュ・テムルが任命されることとなった。タシュ・テムルは更に中書左丞にまで出世したが、亡くなるまで遂に世傑班の推薦のことについて知ることはなく、世傑班の方でもことさらに話題とすることはなかったため、『山居新話』の著者楊瑀は「（世傑班は）まさに厚徳の人と言うべきである」と評している。なお、尚衍斌は世傑班がタシュ・テムルを推薦した理由として、タシュ・テムルの母がウイグル人であったこと、世傑班の父のサルバンとタシュ・テムルが同僚であったことなどが背景にあったのではないかと推測している。

## ブイルク家
- カラ・イカチ・ブイルク（Qara yiqači buyiruq ＞哈剌亦哈赤北魯/hālà yìhāchì bĕilŭ）
  - ユトゥス・イナル（Yutus Inal ＞月朶失野訥/yuèduǒshī yěnè）
    - キチク・ソンクル（Kičig Songur ＞乞赤宋忽児/qǐchì sònghūér）
      - タタル（Tatar ＞塔塔児/tǎtǎér）
      - ウルスマン（Ürsman ＞月児思蛮/yuèérsīmán）
        - アルトミシュ・テムル（Altmiš temür ＞阿的迷失帖木児/ādemíshī tièmùér）
          - アリン・テムル（Arin temür ＞阿隣帖木児/ālín tièmùér）
            - サルバン（Sarban ＞沙剌班/shālàbān）
              - 世傑班

            - トゥクルク（Tuqluq ＞禿忽魯/tūhūlǔ）
            - チャナル（Čanar ＞咱納禄/zánnàlù）